# ريزاب (درونة)
ریزاب (بالفارسية: ریزآب) هي قرية تقع في إيران في قسم درونة الريفي.